# ماثيو أبود
ماثيو أبود (بالإنجليزية: Matthew Abood) (28 يونيو 1986 – ) هو سباح، من أستراليا، مثّل بلاده في السباحة في الألعاب الأولمبية الصيفية 2016، وSwimming at the 2016 Summer Olympics – Men's 4 × 100 metre freestyle relay ‏.

## وصلات خارجية
- ماثيو أبود على موقع الاتحاد الدولي للسباحة (الإنجليزية)
- ماثيو أبود على موقع SwimRankings.net (الإنجليزية)
- ماثيو أبود على موقع اللجنة الأولمبية الدولية (الإنجليزية)
- ماثيو أبود على موقع أوليمبيديا (الإنجليزية)
- ماثيو أبود على موقع اللجنة الأولمبية الأسترالية (الإنجليزية)
- ماثيو أبود على موقع اتحاد ألعاب الكومنولث (مؤرشف) (الإنجليزية)
- ماثيو أبود على موقع دورة ألعاب الكومنولث 2014 (مؤرشف) (الإنجليزية)